# جایزه بزرگ پرتغال ۱۹۸۵
جایزه بزرگ پرتغال ۱۹۸۵ (انگلیسی: 1985 Portuguese Grand Prix) یک مسابقهٔ موتوری در رشته فرمول یک بود که در ۲۱ آوریل ۱۹۸۵ در پیست استوریل برگزار شد. این مسابقه، دومین راند از سری مسابقات فصل ۱۹۸۵ بود و آیرتون سنا، که پول پوزیشن را نیز در دست داشت، در آن به مقام نخست دست یافت. سنا در این مسابقه نخستین پول پوزیشن و نخستین پیروزی خود را به‌صورت همزمان کسب کرد.

## رده‌بندی قهرمانی پس از مسابقه
| جایگاه | راننده         | امتیاز |
| ------ | -------------- | ------ |
| ۱      | میشل آلبورتو   | ۱۲     |
| ۲      | آلن پروست      | ۹      |
| ۳      | آیرتون سنا     | ۹      |
| ۴      | الیو دو آنجلیس | ۷      |
| ۵      | پاتریک تامبی   | ۶      |
| منبع:  |                |        |

| جایگاه | سازنده        | امتیاز |
| ------ | ------------- | ------ |
| ۱      | لوتوس-رنو     | ۱۶     |
| ۲      | فراری         | ۱۵     |
| ۳      | مک‌لارن-تگ     | ۹      |
| ۴      | رنو           | ۶      |
| ۵      | ویلیامز-هوندا | ۲      |
| منبع:  |               |        |

- یادداشت: در هر دو جدول رده‌بندی، تنها پنج جایگاه نخست درج شده‌اند.